# Аделхайд фон Хенеберг
Вижте пояснителната страница за други личности с името Аделхайд.
Аделхайд фон Хенеберг (на немски: Adelheid von Henneberg; † 28 февруари 1256) от Дом Хенеберг, е графиня от графство Хенеберг и чрез женитби графиня на Ринек, бургграфиня на Майнц (1216 – 1243), графиня и господарка на Щолберг.

## Произход
Тя е дъщеря на граф Попо VII фон Хенеберг († 1245), бургграф на Вюрцбург, и първата му съпруга Елизабет фон Вилдберг († 1220), дъщеря на Бертхолд фон Вилдберг († сл. 1187) и съпругата му фон Аухаузен. Баща ѝ Попо се жени втори път за Юта Клариция фон Тюрингия († 1235).

## Фамилия
Първи брак: с Лудвиг II фон Ринек († 1243), граф на Лоон (1216 – 1227), Ринек, бургграф на Майнц (1216 – 1243), син на граф Герхард III фон Ринек († 1216) и съпругата му Кунигунда фон Цимерн († сл. 1216). Той е основател на манастира Химелтал. Те имат седем деца:
- Кунигунда († 1278/1288), омъжена пр. април 1243 г. за граф Попо III фон Вертхайм († 1260)
- Герхард IV († 1295/1296), женен за Аделхайд фон Хоенлое-Браунек († сл. 1326)
- Зибото († сл. 1251)
- Хайнрих († сл. 1252), женен за Агнес
- Попо
- Евфемия († сл. 1299), омъжена пр. 9 май 1253 г. за граф Бопо I фон Дюрн-Дилсберг († 1276)
- Лудвиг III (VI) (* ок. 1236; † 1289/1291), женен за Аделхайд фон Грумбах († 1300)

Втори брак: през 1229 г./пр. 1234 г. с граф Хайнрих II фон Щолберг († 1272), син на граф Хайнрих I фон Щолберг-Фойгщет († 1239). Те имат осем деца:
- Хайнрих III фон Щолберг († 1329/1331/1347), граф и господар на Щолберг, женен ок. 1270 г. за Юта († 1303/1306), II. сл. 29 юли 1306 г. в Щолберг за Юта фон Хадмерслебен († сл. 1347)
- Хайнрих († 29 януари 1357), домхер в Мерзебург (1319), домхер във Вюрцбург (1319 – 1340), домхер в Магдебург и Камин (1326), провост в Мозбах (1331), епископ на Мерзебург (1341 – 1357)
- Фридрих фон Щолберг Стари († 1314), домхер във Вюрцбург (1267 – 1313), архрякон и антиепископ на Вюрцбург (1313 – 1314)
- Хайнрих Стари († сл. 21 октомври 1327), домхер във Вюрцбург (1290 – 1312), архрякон във Вюрцбург (1318), катедрален схоластикус в Мерзебург (1320 – 1324), вероятно от втория брак
- Дитрих († сл. 1306), каноник във Вюрцбург
- Елгер († сл. 1316), каноник във Вюрцбург, в свещен оррден
- Хайнрих Млади († сл. 1340), домхер във Вюрцбург (1306 – 1340), домхер в Мерзебург (1313 – 1329), архрякон във Вюрцбург (1318)
- Хайнрих († 11 февруари 1342/24 август 1344), домхер на Вюрцбург (1319), катедрален приор в Магдебург (1324 – 1342), електор на Магдебург (1327)

Хайнрих II фон Щолберг се жени втори път за жена с неизвестно име.

## Галерия
- Герб на Хенебергите
- Герб на графовете на Ринек
- Герб на графовете на Щолберг преди 1429
- Резиденцията на графовете на Щолберг в Харц